# Durand (Wisconsin)
Durand ist eine Kleinstadt (mit dem Status „City“) und Verwaltungssitz des Pepin County im US-amerikanischen Bundesstaat Wisconsin. Im Jahr 2010 hatte Durand 1931 Einwohner.

## Geografie
Durand liegt im Westen Wisconsins am Ostufer des Chippewa River, rund 30 km nordnordöstlich von dessen Mündung in den Mississippi. Dieser bildet die Grenze zum benachbarten Bundesstaat Minnesota.
Die geografischen Koordinaten von Durand sind 44°37'43" nördlicher Breite und 91°57'42" westlicher Länge. Das Stadtgebiet erstreckt sich über eine Fläche von 4,4 km² und wird von der Town of Durand im Osten sowie der Town of Waterville und der Town of Waubeek am gegenüberliegenden Ufer umgeben, ohne einer davon anzugehören.
Nachbarorte von Durand sind Red Cedar (11,4 km nordöstlich), Lima (8,9 km östlich), Mondovi (25,7 km ostsüdöstlich), Nelson (25,4 km südlich), Maxville (12 km südsüdwestlich), Arkansaw (7 km westlich), Plum City (21,3 km in der gleichen Richtung) und Eau Galle (12,2 km nordwestlich).
Die nächstgelegenen größeren Städte sind Eau Claire (50 km nordöstlich), Wisconsins Hauptstadt Madison (315 km südöstlich), La Crosse am Mississippi (128 km südsüdöstlich), Rochester in Minnesota (96 km südwestlich), die Twin Cities in Minnesota (115 km nordwestlich) und Duluth am Oberen See in Minnesota (276 km nördlich).

## Verkehr
Durch Durand führt aus östlicher Richtung kommend der U.S. Highway 10, der in der Stadtmitte auf den Wisconsin Highway 25 trifft. Über eine Brücke über den Chippewa River verlassen beide gemeinsam die Stadt in westlicher Richtung. Alle weiteren Straßen im Stadtgebiet von Durand sind untergeordnete Landstraßen, teils unbefestigte Fahrwege oder innerstädtische Verbindungsstraßen.
Der nächstgelegene Flughafen ist der Chippewa Valley Regional Airport in Eau Claire (59,3 km nordöstlich).
Der nächste Großflughafen ist der 123 km westnordwestlich gelegene Minneapolis-Saint Paul International Airport.

## Geschichte
Die ersten weißen Siedler kamen 1856 in die Gegend um die heutige Stadt. Die Ansiedlung wurde 1871 als eigenständige Kommune inkorporiert und 1887 zur Stadt erhoben. Durand wurde nach Miles Durand Prindle benannt, einem frühen Siedler in diesem Gebiet.
Die Buchvorlage für die Fernsehserie Unsere kleine Farm wurde von der aus der Gegend stammenden Laura Ingalls Wilder in Anlehnung an tatsächliche Erlebnisse aus ihrer Kindheit verfasst.

## Bevölkerung
Nach der Volkszählung im Jahr 2010 lebten in Durand 1931 Menschen in 838 Haushalten. Die Bevölkerungsdichte betrug 438,9 Einwohner pro Quadratkilometer. In den 838 Haushalten lebten statistisch je 2,2 Personen.
Ethnisch betrachtet setzte sich die Bevölkerung zusammen aus 98,1 Prozent Weißen, 0,2 Prozent Afroamerikanern, 0,5 Prozent amerikanischen Ureinwohnern, 0,1 Prozent (eine Person) Asiaten, 0,1 Prozent Polynesiern sowie 0,3 Prozent aus anderen ethnischen Gruppen; 0,8 Prozent stammten von zwei oder mehr Ethnien ab. Unabhängig von der ethnischen Zugehörigkeit waren 0,8 Prozent der Bevölkerung spanischer oder lateinamerikanischer Abstammung.
22,5 Prozent der Bevölkerung waren unter 18 Jahre alt, 55,7 Prozent waren zwischen 18 und 64 und 21,8 Prozent waren 65 Jahre oder älter. 52,4 Prozent der Bevölkerung waren weiblich.
Das mittlere jährliche Einkommen eines Haushalts lag bei 41.775 USD. Das Pro-Kopf-Einkommen betrug 23.112 USD. 6,9 Prozent der Einwohner lebten unterhalb der Armutsgrenze.

## Bekannte Bewohner
- Helen Parkhurst (1886–1973) – Reformpädagogin – geboren und aufgewachsen in Durand